# Maisoncelles-sur-Ajon
Maisoncelles-sur-Ajon è un comune francese di 206 abitanti situato nel dipartimento del Calvados nella regione della Normandia.

## Società

### Evoluzione demografica
Abitanti censiti